# أس دي.كيه أف زي. 11
 The Sd.Kfz. 11 ( Sonderkraftfahrzeug - مركبة آلية خاصة ) مركبة نصف مجنزرة ألمانية شهد استخدامًا واسع النطاق في الحرب العالمية الثانية. يمكن أن تحمل ثمانية جنود بالإضافة إلى سحب مدفع أو مقطورة. 
تم تطوير الهندسة الأساسية لجميع النصف مجنزرات الألمانية خلال حقبة فايمارمن قبل الرايخويهر قسم السيارات العسكرية، ولكن تم تربيتها التصميم النهائي والاختبار إلى الشركات التجارية على أساس أن إنتاج سوف يكون مشتركة مع شركات متعددة. تم اختيار بورجوارد  لتطوير ثاني أصغر النصف مجنزرات الألمانية وبناء سلسلة من النماذج الأولية بين عامي 1934 و1937. ومع ذلك، تم الاستيلاء على التطوير في عام 1938 من قبل هانوماغ التي صممت نسخة الإنتاج الرئيسية، H kl 6. 
شكل الهيكل الأساس لـ Sd.Kfz. 251 ناقلة أفراد مصفحة متوسطة. تم إنتاج حوالي 9000 بين عامي 1938 و1945، مما جعلها واحدة من المركبات التكتيكية الألمانية الأكثر عددًا في الحرب. شاركت في غزو بولندا، معركة فرنسا، حملة البلقان وقاتلت على كل من الجبهة الغربية والجبهة الشرقية، في شمال أفريقيا وإيطاليا. 